# Dominique Gauthier (Koch)
Dominique Gauthier (* 5. Februar 1967) ist ein französischer Koch. 

## Werdegang
Nach der Ausbildung 1982–1985 im Restaurant Apprentissage im Hôtel de France in Antibes (ein Michelinstern) wechselte er zum Restaurant La bonne Auberge zu Jo Rostand (zwei Michelinsterne) und 1986 zum Restaurant Fernand Point (drei Michelin-Sterne) bei Guy Thivard in Vienne. Von 1988 bis 1990 arbeitete er bei Georges Blanc in Vonnas (drei Michelinsterne). 
Seit 1992 kochte Gauthier im Restaurant Le Chat-Botté im Hotel "Beau-Rivage" in Genf, zuerst als Souchef von Richard Cressac. 
2001 wurde er dort Küchenchef. 2009 wurde er vom Gault Millau Schweiz als "Koch des Jahres" ausgezeichnet. 
Gauthier ist verheiratet und hat zwei Kinder.

## Auszeichnungen
- 2005 "Bester Küchenchef der französischen Schweiz", Gault Millau Schweiz[2]
- 2009 "Koch des Jahres", Gault Millau Schweiz